# Pomme
Pour les articles homonymes, voir Pomme (homonymie).
La pomme est un fruit comestible produit par un pommier. Les pommiers sont cultivés à travers le monde et représentent l'espèce la plus cultivée du genre Malus. L'arbre est originaire d'Asie centrale, où son ancêtre sauvage, le Malus sieversii, peut encore être trouvé de nos jours. Les pommes sont cultivées depuis des milliers d'années en Asie et en Europe et ont été importées en Amérique du Nord par les colons européens. Les pommes ont une signification religieuse et mythologique dans de nombreuses cultures, notamment les mythologies nordique et grecque ou la tradition chrétienne d'Europe.
Le pommier est grand s'il est cultivé à partir de graines. Généralement, les cultivars de pommes se multiplient par greffage sur des porte-greffes, qui contrôlent la taille de l’arbre résultant. Il existe plus de 7 500 cultivars de pommiers, permettant un large éventail de caractéristiques. Les différents cultivars sont élevés pour des goûts et utilisations divers, dont la cuisson, la consommation crue et la production de cidre. Les arbres et les fruits sont sujets à un certain nombre de problèmes fongiques, aux bactéries et aux nuisibles, qui peuvent être contrôlés par plusieurs moyens biologiques ou synthétiques. En 2010, le génome du fruit est séquencé dans le cadre de la recherche sur la lutte contre les maladies et la sélection sélective dans la production de pommes.
En 2018, la production mondiale de pommes est de 86 millions de tonnes, dont près de la moitié est produite par la Chine.

## Étymologie
La plus ancienne attestation du mot en français remonte vers l'an 1100 dans la Chanson de Roland sous la forme pume.
Le mot pomme est issu du gallo-roman *poma, terme d'origine latine avec la désinence -a, afin de féminiser au singulier le terme pomum signifiant « fruit d'un arbre, fruit à pépins ou à noyau » dont le radical pom- se retrouve dans le nom de Pomone, la déesse des fruits. En latin classique, la pomme est appelée malum, qui donne mail en romanche, mela en italien ou encore măr en roumain. Le mot poma remplace malum car la pomme demeure le fruit, le pomum, par excellence. En revanche, le sens général de « fruit » se perpétue pendant longtemps, comme en témoignent les noms de pomme de terre, de pomme de jacque, de pomme d'orange ou encore de pomme de pin ou pomme cannelle.
Dans certains pays d'Afrique francophone, le mot pomme désigne la pomme de terre, la pomme étant quant à elle désignée sous le terme de pomme-fruit ou pomme de France. L'allemand emprunte au français le terme de pommes frites, réduit généralement à pommes, avec le -s sonore.
Le mot pomme en celtique ancien est *ablu et son dérivé *abalnos, *abalna signifie « pommier ». Ils donnent le gaulois abalo- et aballo ou avallo, le vieil irlandais ubull et aball, le gallois afal, le cornique aval et le breton aval et (e)ur wezenn-aval, littéralement « un arbre à pommes ». On trouve la même racine indo-européenne dans les langues germaniques comme le néerlandais appel, l'allemand Apfel et l'anglais apple.
Enfin, la toponymie française conserve de nombreuses traces de la culture des pommes à l'époque ancienne, comme Avallon dans l'Yonne et Availles-Limouzine en Vienne, dont les noms remontent au gaulois aballo-, « pommier ». Le gallo-roman et l'ancien français donnent le terme pomaretu, formé sur pomar avec le suffixe collectif -etu pour désigner « un ensemble d'arbres appartenant à la même espèce », ce qui a donné les Pommeraye en langue d'oïl et Pomarède en occitan,.

## Botanique

### Description

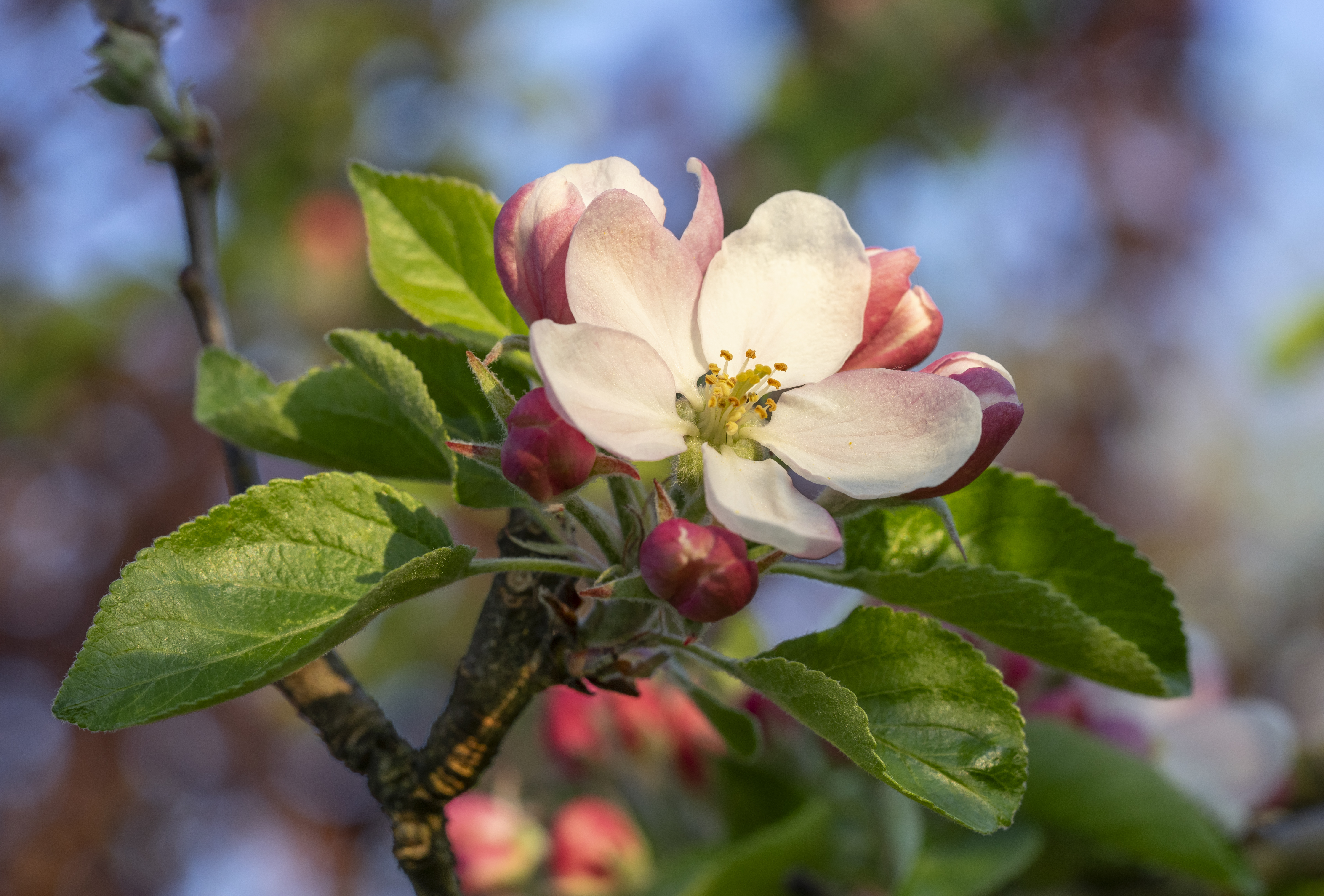
Fleur de pommier.

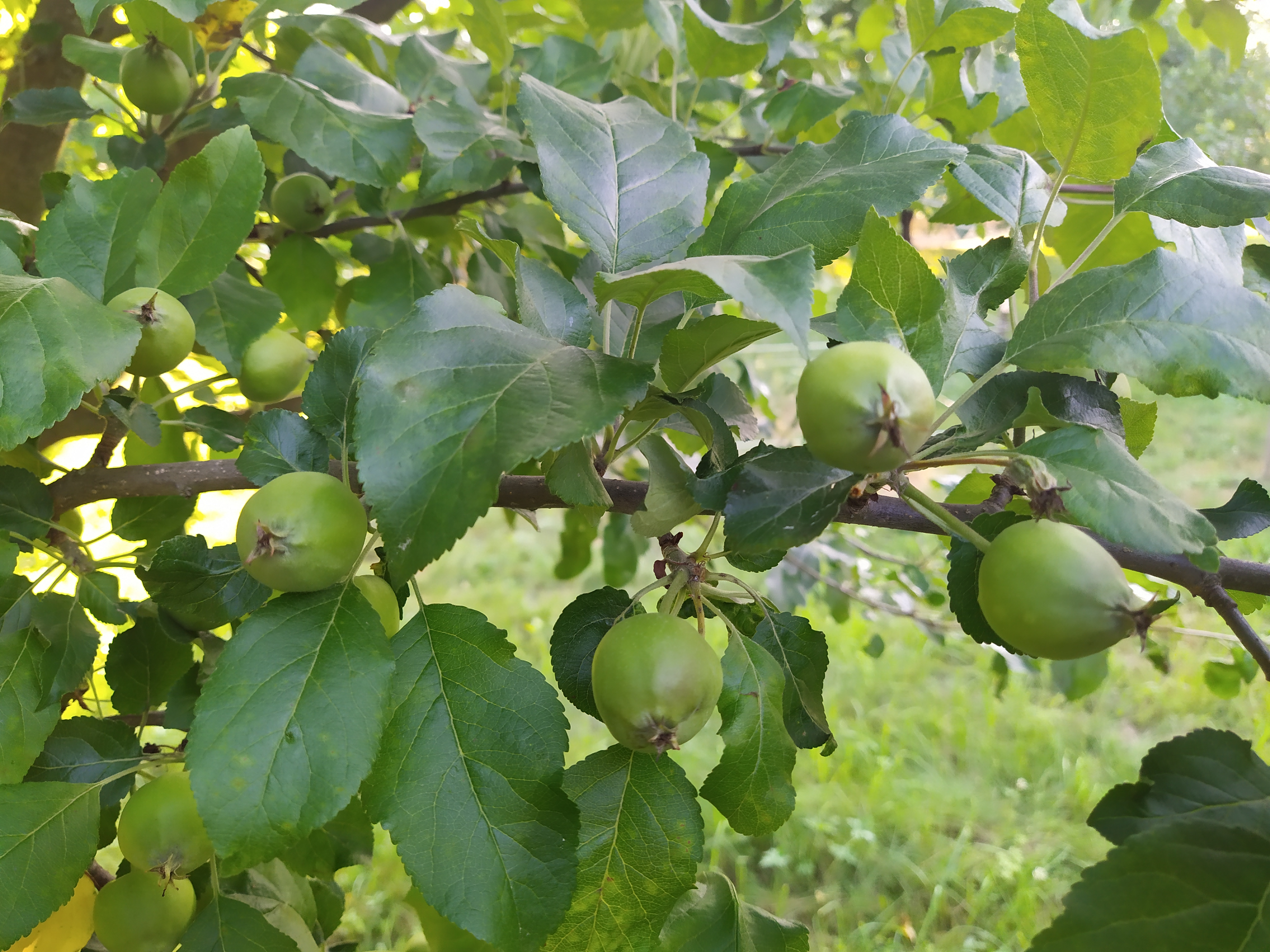
Jeunes pommes en cours de croissance sur le pommier (cultivar 'Desert').

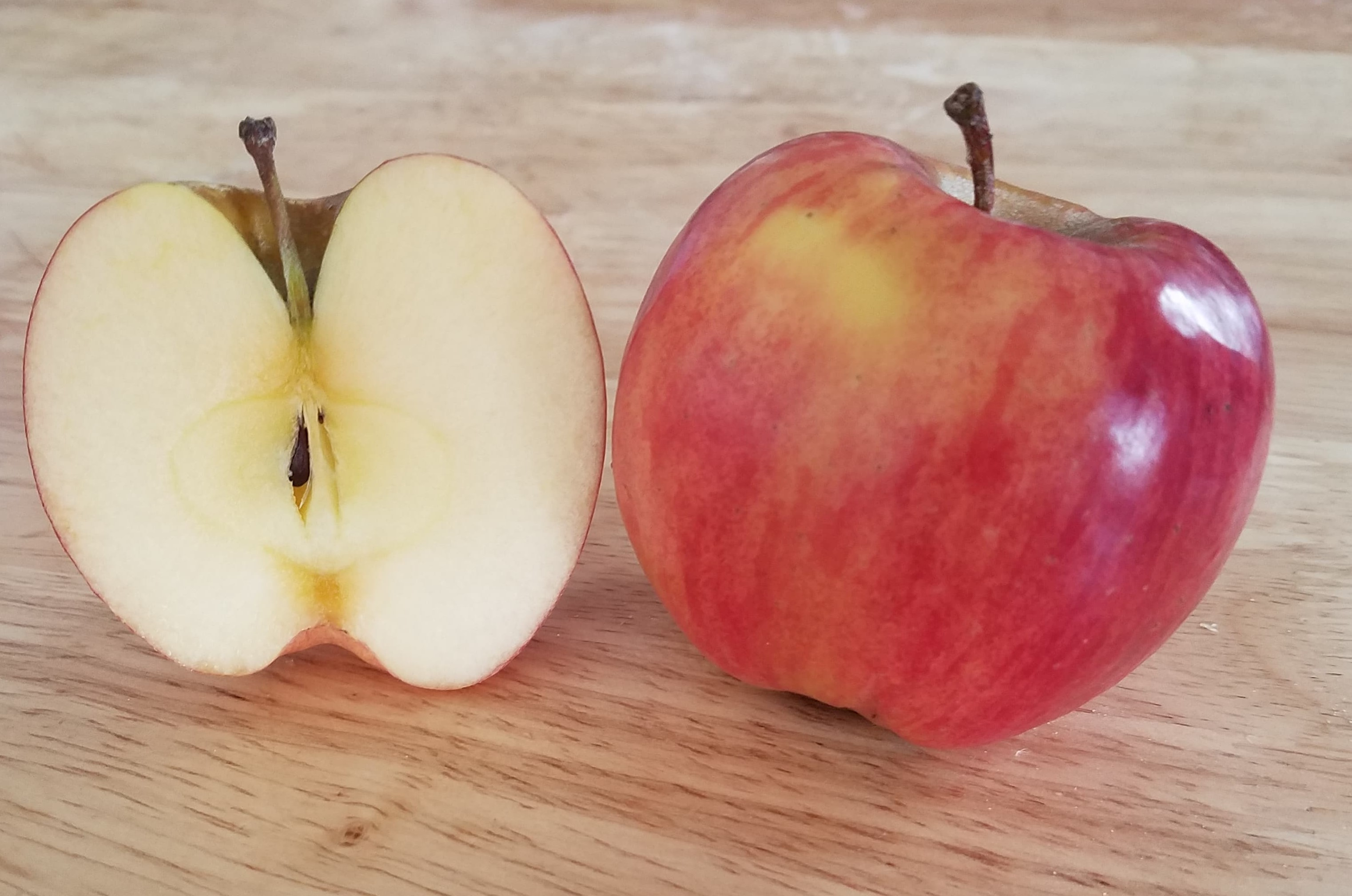
Coupe longitudinale et fruit entier ('Autumn Glory', un cultivar de pomme Golden)

Le pommier est un arbre décidu, mesurant généralement entre 2 et 4,5 mètres de haut en culture, et jusqu'à 9 mètres à l'état sauvage. Lorsqu'il est cultivé, la taille, la forme et la densité de ses branches sont déterminées par la sélection des porte-greffes et la méthode de la taille. Les feuilles sont alternes, ovales, vert foncé, à bords dentelés et au-dessous légèrement duveteux.
La floraison a lieu au printemps simultanément avec le bourgeonnement des feuilles et les fleurs sont produites sur des éperons et quelques longues pousses. Ces fleurs de 3 à 4 cm sont composées de cinq pétales blancs avec un teinte rosée qui s'estompe progressivement et leur inflorescence est constituée d'une cyme de quatre à six fleurs. La fleur centrale de l'inflorescence, parfois qualifiée de « floraison royale » s'ouvre en premier et peut développer un fruit plus gros,.
La pomme est un fruit, (en fait un faux fruit ou fruit complexe) des arbres du genre Malus (Malus domestica) et plus précisément un fruit composite car constitué à la fois par l'ovaire, la base des pièces florales et le réceptacle, le tout étant soudé, charnu, de forme quasi sphérique, déprimée au sommet et à la base, à pulpe homogène (au contraire des poires qui contiennent des cellules sclérifiées ou pierreuses). Certaines variétés anciennes ont des formes particulières, comme la pomme d'api, plutôt plate et de forme étoilée pentagonale, ou les pigeonnets, au contraire très allongés. La lemon pipin anglaise, ancienne pomme à cuire, a la forme et la couleur d'un citron.
Son poids est très variable selon les variétés et les conditions de végétation. Ses couleurs à maturité se déclinent du vert « pomme » au rouge plus ou moins foncé en passant par une grande variété d'intermédiaires : vert pâle, jaune, orangé ou de couleurs plus ou moins panachées.
Au sommet du fruit (côté opposé à celui de l'insertion du pédoncule), on peut voir les restes des sépales desséchés. En effet, la pomme est issue d'une fleur dite « à ovaire infère et adhérent », c'est-à-dire que le périanthe, comprenant sépales et pétales, se trouve au sommet de l'ovaire et que ce dernier est soudé au réceptacle floral.
Du point de vue de la botanique, la pomme est un fruit complexe, intermédiaire entre la baie et la drupe. Certains botanistes appellent « piridion » ce type de fruit, typique de la famille des Rosacées, de la sous-famille des Maloideae.
Dans une coupe transversale, on peut voir, au centre, les pépins (les graines) au nombre de deux dans chacune des cinq loges de l'ovaire initial entouré d'une enveloppe sclérifiée (ce qui rappelle le noyau d'une drupe), l'ensemble étant lui-même entouré d'une pulpe mince, qui correspond au développement de la paroi de l'ovaire. Puis une mince membrane fibreuse marque la séparation avec le réceptacle qui s'est considérablement épaissi pour former l'essentiel de la chair du fruit. En sorte que ce que nous mangeons a en fait la nature d'une induvie : c'est l'enveloppe du fruit, celui-ci constituant le trognon.

### Cycle de vie (développement)
La pomme est un faux-fruit ou fruit composé de cinq drupes. Elle dérive d'un ovaire infère à cinq loges correspondant à cinq carpelles soudés et fermés en placentation axile. Les graines (pépins) se trouvent dans ces loges dont la paroi correspond à l'endocarpe lignifié des carpelles. La partie charnue comestible correspond au mésocarpe des carpelles et au conceptacle. La peau correspond à l'exocarpe.

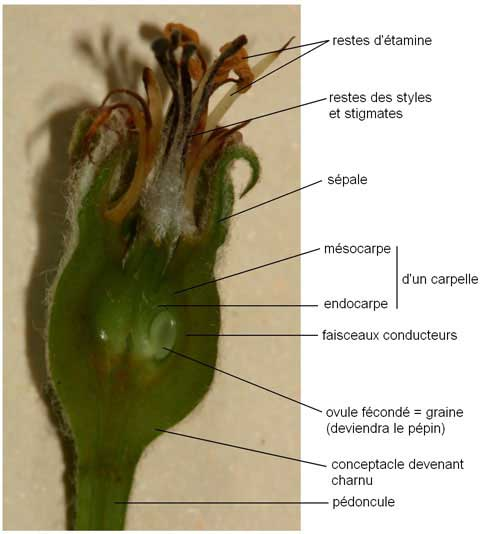
Coupe dans le fruit après fécondation.
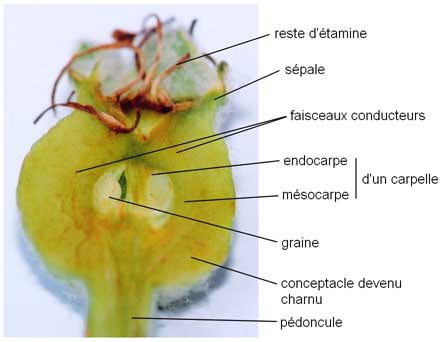
Coupe dans le fruit un mois après la fécondation.
Coupe longitudinale dans une pomme arrivée à maturité.
Coupe transversale.

### Génome
D'un point de vue génétique, la pomme compte dix-sept chromosomes et le génome du pommier domestique a été intégralement décrypté par une équipe italienne en août 2010 : les chercheurs montrent l'existence de 992 gènes de résistance aux maladies et une « duplication complète du génome relativement récente qui a provoqué la transition de neuf chromosomes ancestraux à dix-sept chromosomes du Pyreae », ancêtre de la pomme. Ce phénomène de polyploïdie (qui s'est également passé chez le poirier et le peuplier) a eu lieu il y a 50 à 65 millions d'années et pourrait provenir d'une réaction de survie (« effet de vigueur ») face à une catastrophe ayant entraîné une destruction massive d'espèces, notamment des dinosaures,.

### Maladies
- La pomme peut être attaquée par diverses maladies des pommiers, plus ou moins selon les cultivars. Il peut s'agit de maladies bactériennes, virales, cryptogamiques ou parasitaires.
- Les maladies cryptogamiques sont principalement la tavelure, le chancre, l'oïdium.
- Les insectes ravageurs sont les pucerons (puceron vert[14], lanigère et cendré), les acariens rouges, les anthonomes, le carpocapse, la noctuelle, la petite tordeuse de fruits, l'arpenteuse, la psylle du pommier.

La tavelure se traduit par des taches noires sur les feuilles et les fruits au printemps et se conserve dans les feuilles mortes en hiver. L'apparition d'un duvet blanc à la surface des jeunes pousses lors des périodes chaudes et humides est la caractéristique de l'oïdium.
- Remèdes : la pulvérisation de bouillie bordelaise (à base de cuivre), à la chute des feuilles et avant l'ouverture des bourgeons est préconisée. Les feuilles tombées doivent être brûlées.

Pour lutter contre l'oïdium la pulvérisation de soufre micronisé est conseillée.
Enfin, l'usage des biopesticides, des diffuseurs d'odeurs et de phéromones, des insecticides microbiens luttent efficacement contre les pucerons lanigères et autres acariens.
Les variétés les plus utilisées dans la culture industrielle sont particulièrement sensibles aux maladies et attaques de ravageurs, Gala, Braeburn, Granny Smith et surtout la Golden delicious qui doit recevoir plus de 30 traitements dans l'année. Les variétés anciennes et traditionnelles, en général beaucoup plus résistantes, peuvent souvent se passer de traitements. Les maladies étant souvent amplifiées par la culture sur de grandes étendues de la même variété, la plantation de variétés différentes dans les vergers familiaux en limite la propagation.

## Typologie
De multiples classements sont possibles :
- par famille d'utilisation (pommes à couteau, à cidre, à cuire) ;
- par origine géographique, par « pays » ou par terroirs ;
- par période de mûrissement (variétés précoces (d'été), d’automne, de garde) ;
- par qualités intrinsèques (couleurs, rusticité, conservation, etc.).
- par saveurs : acidulées, sucrées ou sucrées-acidulées.

Il reste cependant difficile de séparer précisément certaines catégories, de définir des origines et de classer les saveurs car les pommes sont par nature très variables. Les tentatives faites en ce sens sont souvent artificielles et ne reflètent pas la réalité historique de la situation. Les pommes peuvent ainsi être rangées dans plus d'une catégorie. La pomme dite « golden delicious », par exemple, était originellement considérée comme une pomme à cidre mais est maintenant considérée comme une pomme à couteau. On peut trouver des variétés à multiples usages.

## Histoire

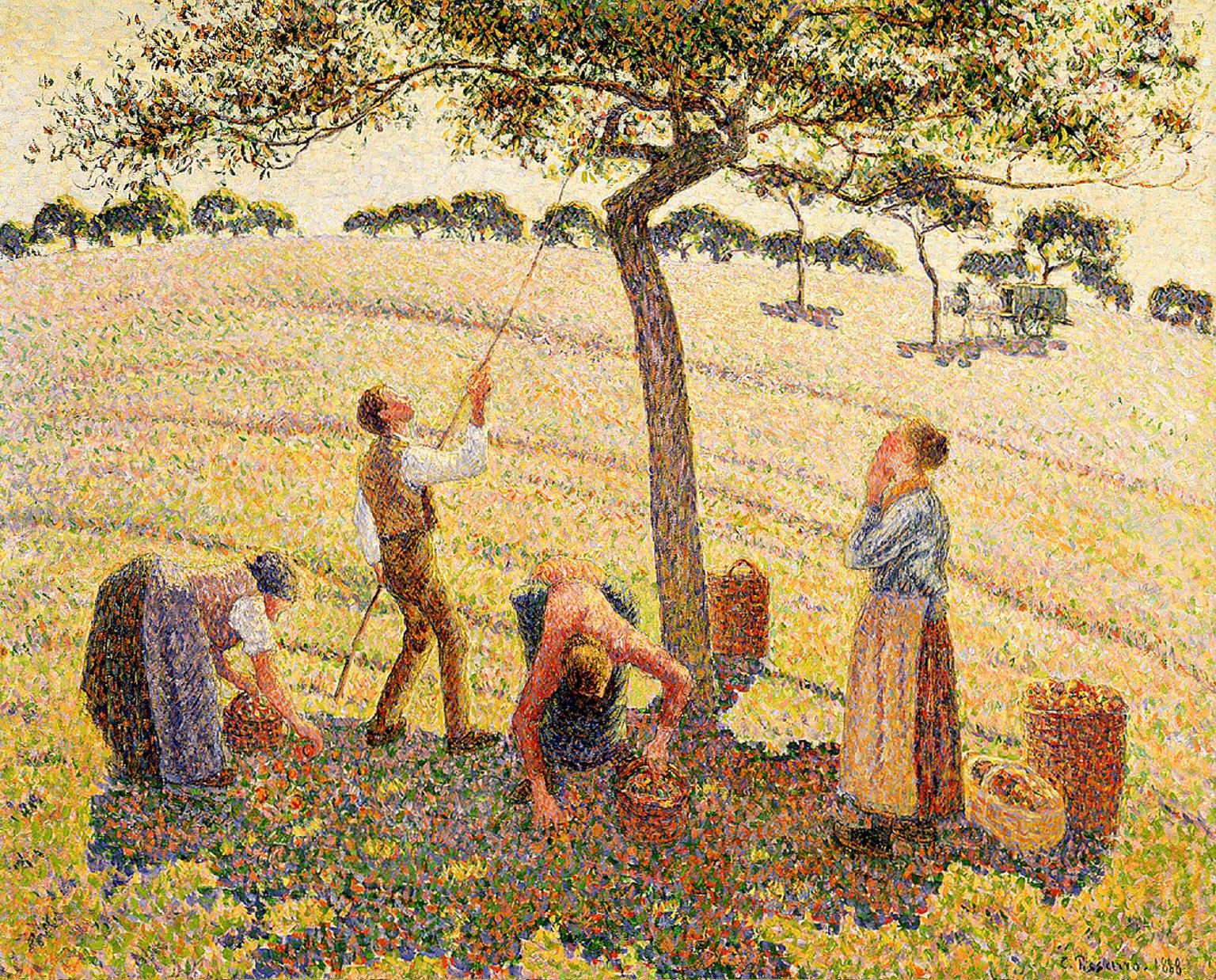
Camille Pissarro, La Récolte des pommes à Éragny.

La pomme que nous consommons aujourd'hui est une descendante de l'espèce Malus sieversii consommée par l'homme depuis le Néolithique sur les plateaux d'Asie centrale, dans la région des montagnes du Tian Shan (la région d'Almaty au Kazakhstan en revendique l'origine). Il y a 3 000 ans, elle était déjà consommée par les Chinois. Elle arriva par la route de la soie chez les Arabes, les Grecs et les Romains. Pline l'Ancien en a répertorié environ cent variétés. Aujourd'hui, il existerait plus de 20 000 variétés (voir Liste des variétés de pommes), dont 7 000 sont cultivées à travers le monde.
Les pommiers d’origine asiatique se seraient propagés le long de la route de la soie. En raison de mécanismes particuliers dans la reproduction du pommier favorisant la pollinisation par un autre pommier génétiquement différent, il existe une grande variété génétique malgré la domestication de l’espèce. La multiplication par graines du pommier produit une grande variation des descendants provenant du même pommier. Un pommier produisant des pommes aux caractéristiques particulières intéressantes pour les cultivateurs est donc propagé par greffage (clonage). La sélection des cultivars de pommiers donnèrent les pommes à cuire, les pommes à cidre, et les pommes à déguster crues.
Au Moyen Âge, les monastères et les couvents ont joué un rôle important dans le développement de sa culture.
La colonisation de l’Ouest américain où il était attendu des pionniers qu’ils prouvent leurs intentions de cultiver la terre qu’ils réclamaient et l’intérêt des colons pour le cidre, entrainèrent la culture d’une grande quantité de pommiers à partir de graines. Cette large population très diverse permit l’émergence de nouveaux cultivars intéressants qui furent ensuite propagés par greffage.

### Variétés

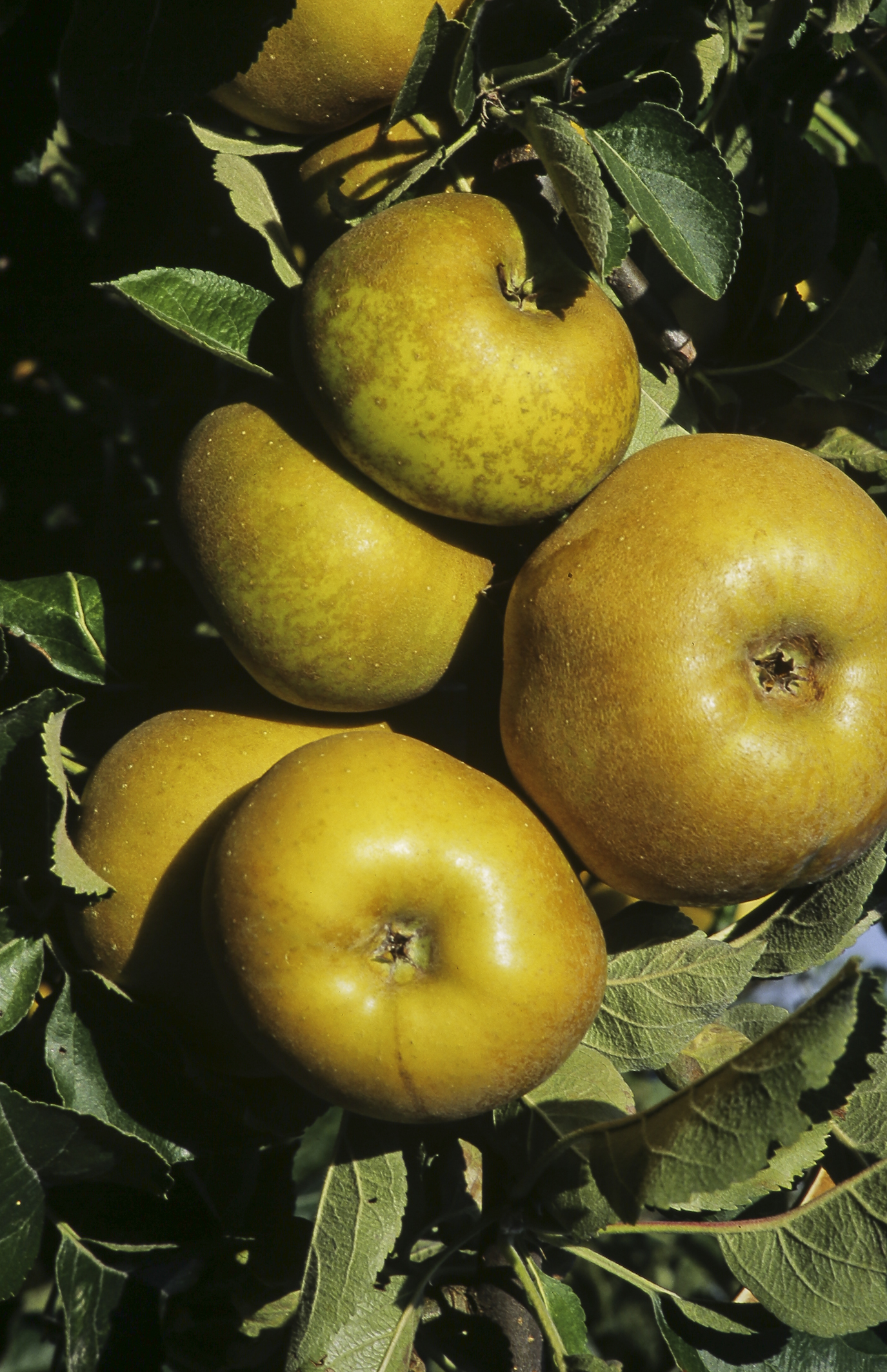
Reinette du Canada

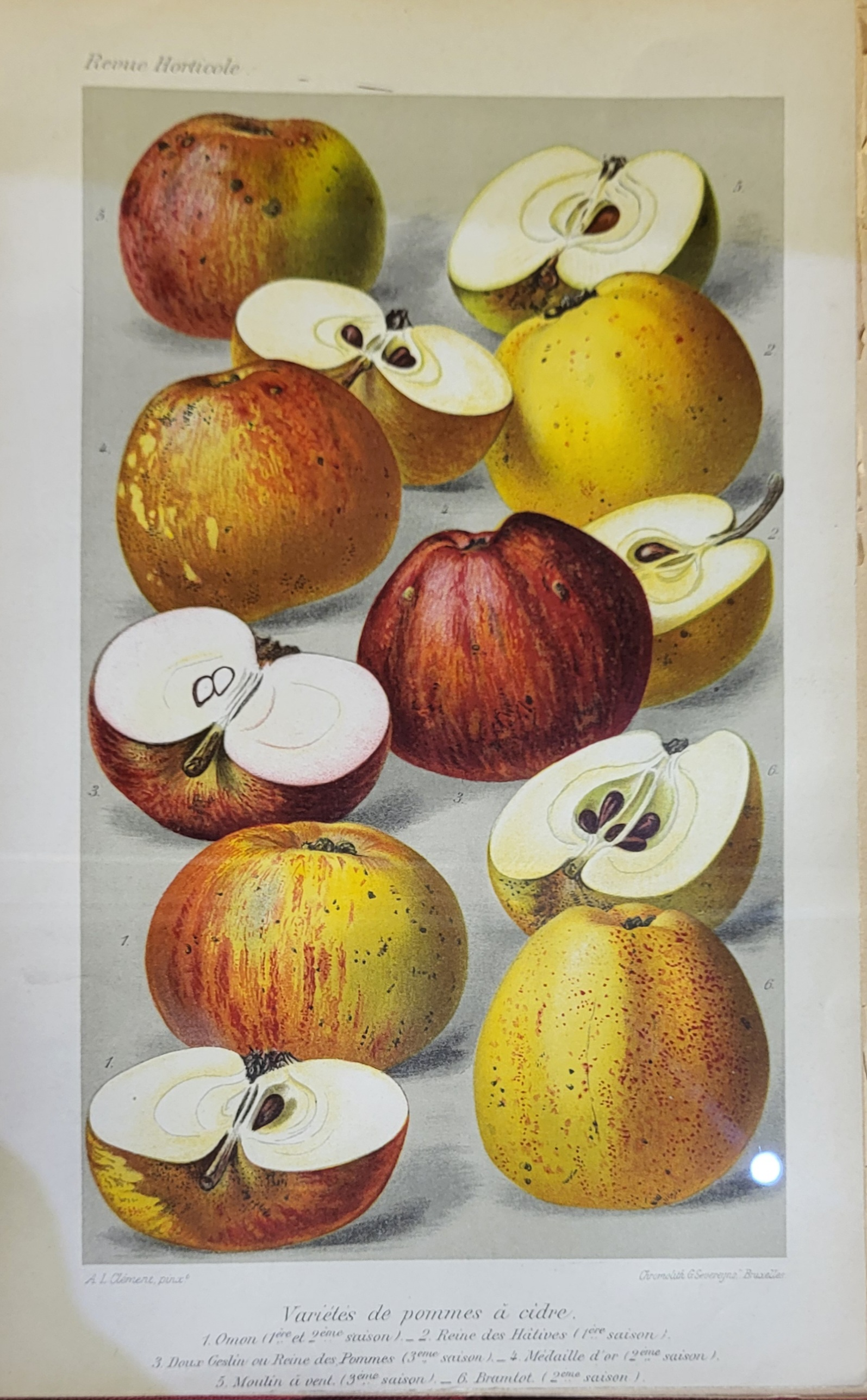
Variétés de pommes à cidre, Revue horticole, 1896.

Les principales variétés en sont (par ordre alphabétique) :
- Api : rouge vif, de petite taille, aplatie et de forme étoilée pentagonale. Peu de saveurs ;
- Ariane : de couleur rouge, croquante, juteuse, acide et sucrée, une pomme de petit calibre ; à croquer et à cuisiner d'octobre à juin ;
- Belchard Chantecler : sucrée, acidulée, très parfumée ; à croquer d’octobre à juin ;
- Belle de Boskoop : acidulée et parfumée ; à croquer et à faire en tarte d’octobre à mars ;
- Braeburn : acidulée et sucrée, très croquante, juteuse ; à croquer et à cuisiner de novembre à avril ;
- Elstar : sucrée et acidulée, juteuse et parfumée ; à croquer et à cuisiner d’août à mars ;
- Fuji : sucrée et rafraîchissante, croquante et juteuse ; à croquer de janvier à juin ;
- Gala : arôme fruité, rafraîchissante et sucrée ; à croquer et à cuisiner d’août à février ;
- Golden : douce et parfumée, sucrée et croquante ; à croquer et à cuisiner d’août à juin ;
- Granny Smith : très acidulée et croquante, rafraîchissante, ferme et juteuse ; à croquer d’octobre à avril[23] ;
- Idared : légèrement acidulée, croquante ; à croquer de janvier à juin ;
- Jonagold : juteuse, sucrée, arôme fruité ; à croquer et à cuisiner d’octobre à juin ;
- Pink Lady : sucrée, très croquante, arôme fruité ; à croquer et à cuisiner de novembre à mai ;
- Red Delicious : délicatement sucrée, croquante ; à croquer d’octobre à avril ;
- Reine des reinettes : légèrement acidulée, sucrée, avec arôme de miel ; à croquer et à cuisiner d’août à octobre ;
- Reinette grise du Canada : acidulée, sucrée, arôme du terroir ; à croquer et à cuire au four de novembre à mars ;
- Tentation : très parfumée et sucrée, juteuse et croquante, arôme fruité ; à croquer et à cuisiner de décembre à avril.
- Melrose : juteuse, arôme fruité, acidulée et sucrée; à croquer et à cuisiner d'octobre à mai.

## Économie

### Production
Le verger de pommiers s'appelle une « pommeraie ».
| Variétés            | Récolte Juillet 2015 | Rappel 2014 | Rappel 2013 | Rappel 2012 | Part de la récolte 2015 sur la totalité des variétés en % |
| ------------------- | -------------------- | ----------- | ----------- | ----------- | --------------------------------------------------------- |
| Ariane              | 21 000               | 23 000      | 24 000      | 18 000      | 1,32                                                      |
| Belchard            | 51 000               | 48 000      | 52 000      | 37 000      | 3,2                                                       |
| Boskoop             | 15 000               | 15 000      | 10 000      | 4 000       | 0,94                                                      |
| Braeburn            | 83 000               | 73 000      | 94 000      | 61 000      | 5,21                                                      |
| Caméo               | 1 000                | 1 000       | 2 000       | 1 000       | 0,06                                                      |
| Reinette du Canada  | 45 000               | 43 000      | 46 000      | 23 000      | 2,82                                                      |
| Choupette           | 4 000                | 3 000       | 3 000       | 2 000       | 0,25                                                      |
| Elstar              | 26 000               | 21 000      | 22 000      | 14 000      | 1,63                                                      |
| Fuji                | 64 000               | 43 000      | 65 000      | 44 000      | 4,02                                                      |
| Gala                | 296 000              | 263 000     | 270 000     | 226 000     | 18,57                                                     |
| Golden Delicious    | 462 000              | 441 000     | 507 000     | 336 000     | 28,98                                                     |
| Goldrush Delisdor   | 7 000                | 6 000       | 7 000       | N/C         | 0,44                                                      |
| Granny Smith        | 147 000              | 139 000     | 169 000     | 147 000     | 9,22                                                      |
| Honey Crunch        | 16 000               | 15 000      | 14 000      | 13 000      | 1                                                         |
| Idared              | 6 000                | 7 000       | 8 000       | 6 000       | 0,38                                                      |
| Jazz                | 22 000               | 17 000      | 15 000      | 12 000      | 1,38                                                      |
| Jonagold            | 38 000               | 25 000      | 23 000      | 6 000       | 2,38                                                      |
| Joya                | 6 000                | 7 000       | 8 000       | 6 000       | 0,38                                                      |
| Pink Lady           | 136 000              | 129 000     | 102 000     | 78 000      | 8,53                                                      |
| Reine des reinettes | 18 000               | 14 000      | 12 000      | 11 000      | 1,13                                                      |
| Rouges              | 50 000               | 49 000      | 59 000      | 47 000      | 3,14                                                      |
| Rubinette           | 5 000                | 5 000       | 6 000       | N/C         | 0,31                                                      |
| Tentation           | 7 000                | 8 000       | 7 000       | 6 000       | 0,44                                                      |
| Autres              | 68 000               | 50 000      | 49 000      | 73 000      | 4,27                                                      |
| TOTAL               | 1 594 000            | 1 444 000   | 1 576 000   | 1 169 000   | 100                                                       |

Pour la production française en 2015, la variété la plus produite en France reste la Golden Delicious avec 29 %, puis en seconde position la Gala (18,5 %) et enfin la Granny Smith (9 %) en troisième position.
Avec un total de 805 000 tonnes sur les 1 594 000 tonnes de pommes produites en France au total, les trois premières variétés représentent à elles seules 50 % de la production totale.

#### Dans le monde
La pomme est le troisième fruit consommé dans le monde, après les agrumes et la banane. Il se récolte environ 80 millions de tonnes de pommes annuellement dans le monde, dont 40 millions de tonnes en Chine qui a multiplié par deux sa production en dix ans. C'est le fruit le plus cultivé en milieu tempéré (source FAO 2013).
Principaux pays producteurs en millions de tonnes en 2013 :
|             | Pays        | Production (million de tonnes) | % monde |
| ----------- | ----------- | ------------------------------ | ------- |
| 1           | Chine       | 39,683                         | 49,1 %  |
| 2           | États-Unis  | 4,082                          | 5 %     |
| 3           | Turquie     | 3,128                          | 3,9 %   |
| 4           | Pologne     | 3,085                          | 3,8 %   |
| 5           | Italie      | 2,217                          | 2,7 %   |
| 6           | Inde        | 1,915                          | 2,4 %   |
| 7           | France      | 1,737                          | 2,1 %   |
| 8           | Chili       | 1,710                          | 2,1 %   |
| 9           | Iran        | 1,693                          | 2,1 %   |
| 10          | Russie      | 1,572                          | 1,9 %   |
| 11          | Argentine   | 1,245                          | 1,5 %   |
| 12          | Brésil      | 1,231                          | 1,5 %   |
| 13          | Ukraine     | 1,211                          | 1,5 %   |
| 14          | Ouzbékistan | 0,937                          | 1,2 %   |
| 15          | Mexique     | 0,859                          | 1,1 %   |
| Total monde | Total monde | 80,223                         | 100 %   |

Production mondiale de pommes en 2005, en pourcentage du plus grand producteur, la Chine, avec 25 millions de tonnes.
100 %
10 %
1 %

Les importateurs de pomme dans le monde en 2014/2015 :
|     | Pays        | Import    | Évolution 2014-2015 |
| --- | ----------- | --------- | ------------------- |
| 1er | Russie      | 811 000 t | -35 %               |
| 2e  | Allemagne   | 548 800 t | -27 %               |
| 3e  | Royaume-Uni | 418 900 t | -7 %                |
| 4e  | Lituanie    | 377 600 t | +412 %              |
| 5e  | Mexique     | 314 100 t | +39 %               |
| 9e  | France      | 183 100 t | -1 %                |

Malgré l’embargo russe mis en place dès août 2014 pour les produits frais en provenance de l’UE, la Russie reste de loin le premier marché importateur de pommes fraîches dans le monde en 2014/15 avec près de 811 milliers de tonnes importées. En raison de cette situation, les provenances des importations russes ont évolué : la Biélorussie représente désormais 42 % des volumes importés, (ceci est expliqué car la Biélorussie fait office d'intermédiaire dans la vente de pommes, en provenance de France) vers la Serbie 18 %, la Chine 11 % et l’Azerbaïdjan 6 %. Lors de la précédente campagne, 43 % des volumes de pommes fraiches importées par la Russie provenaient de Pologne.
Les exportateurs de pomme dans le monde 2014-2015 :
|     | Pays       | Export      | Évolution 2014/2015 |
| --- | ---------- | ----------- | ------------------- |
| 1er | Italie     | 1 118 600 t | +28 %               |
| 2e  | États-Unis | 1 041 400 t | 23 %                |
| 3e  | Pologne    | 889 900 t   | -20 %               |
| 4e  | Chine      | 763 800 t   | -17 %               |
| 5e  | Chili      | 677 000 t   | -18 %               |
| 6e  | France     | 606 200 t   | -15 %               |

Sur la campagne 2014-15, avec une nette progression des volumes exportés par rapport à 2013-14, l’Italie et les États-Unis dominent les exportations mondiales de pommes fraiches avec respectivement 1,12 et 1,04 million de tonnes. Ainsi les deux pays passent devant la Pologne et la Chine qui étaient leaders des exportations les années précédentes. La France, qui avait pu bénéficier d’une forte remontée de ses exportations (+31 %) lors de la campagne précédente, a vu ses exportations diminuer (-15 %) pour se placer au 6e rang des pays exportateurs de pomme [réf. nécessaire].
La France a trouvé deux nouveaux marchés : le Moyen-Orient ainsi que l'Asie aiment consommer des pommes françaises. À la suite de l'embargo russe, la Pologne, premier producteur européen ne vend plus ses produits à la Russie. Les pommes importées de Pologne viennent concurrencer (par leurs prix très attractifs) les fruits français.

#### Au Canada
Au Canada, 73 % de la récolte de pommes provient de six variétés : McIntosh, Red Delicious, Spartan, Empire et Idared. Dans les années 1990, les pomiculteurs canadiens ont planté de nouvelles variétés comme la Gala, la Fuji, la Braeburn, la Jonagold, la Honeycrisp et la Cortland.

#### En Europe
L'Europe produit 7,5 millions de tonnes de pommes chaque année (dont deux millions en France).
La Pologne est, en 2013, le premier exportateur de pommes au monde avec l'équivalent de 438 millions d'euros de pommes exportées dont 56 % vers la Russie. Ce dernier pays étant à cette date, avant l'embargo décidé durant la guerre du Donbass, le premier importateur mondial avec 1,2 million de tonnes achetée par an, l'Union européenne y expédiant environ 750 000 tonnes, le reste provenant de pays limitrophes dont la Chine.
Golden (40 %), Gala (15 %) et Granny Smith (10 %) sont les variétés les plus répandues en France. Leur couleur, leur fermeté et leur saveur sont variables.
Depuis 2009, les « pommes des Alpes de Haute Durance » sont une indication géographique protégée.
La production de pommes en 2020 aura été très mauvaise en France, en recul de 18%, pour atteindre 1,36 million de tonnes.

### Rendement

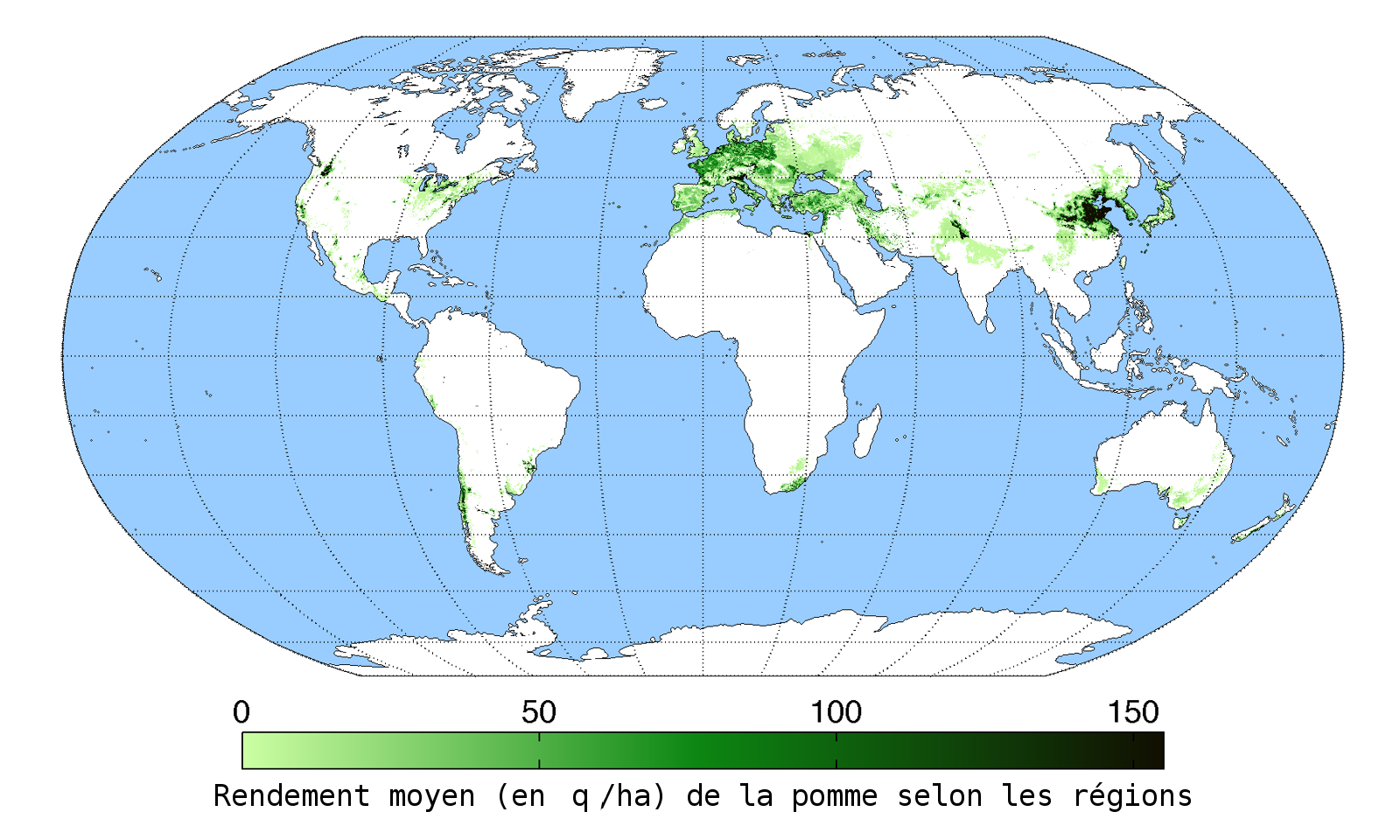
Carte présentant le rendement moyen (en quintaux par hectare) de la pomme selon les régions du globe terrestre en l'an 2000.

### Consommation

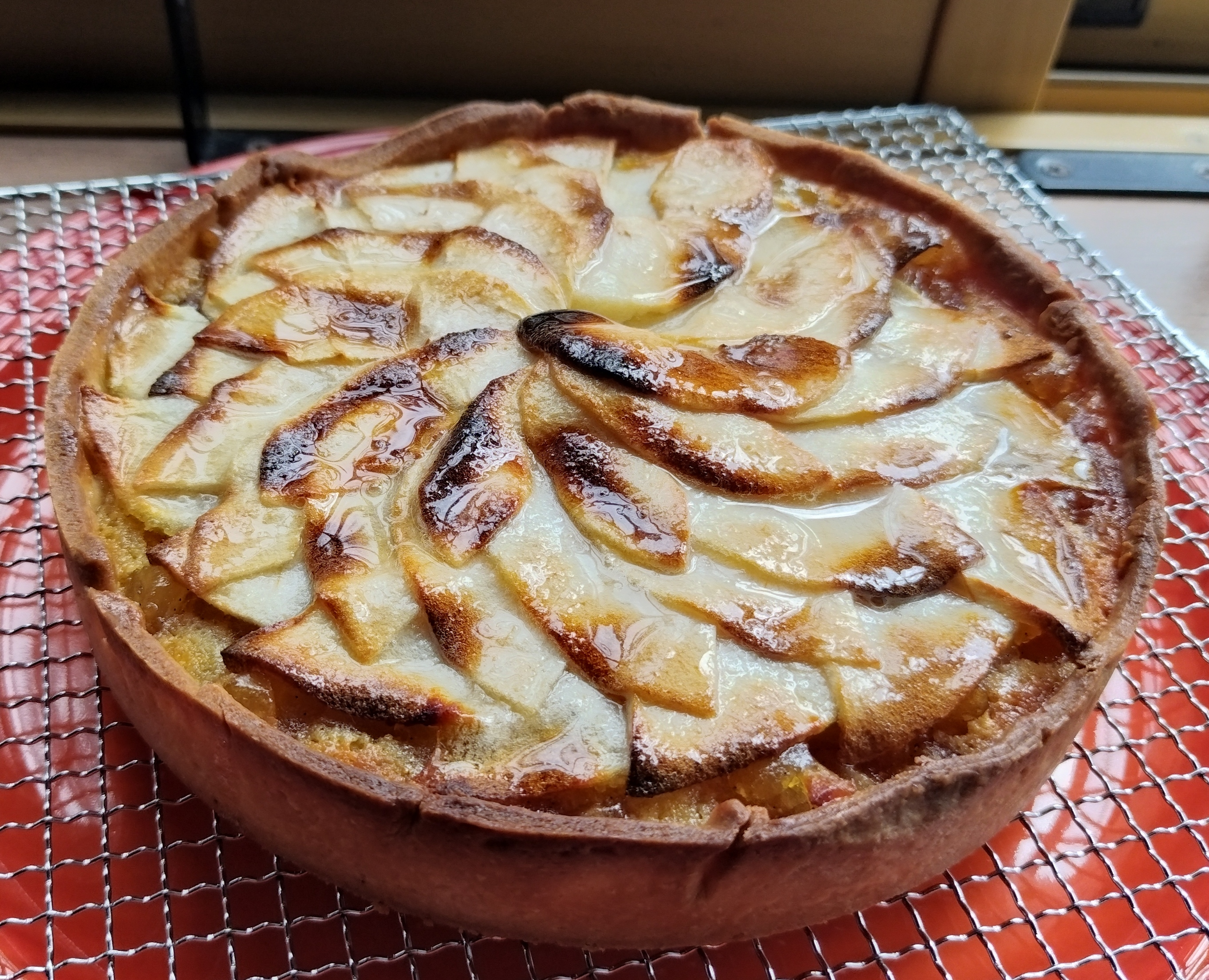
Exemple de tarte aux pommes

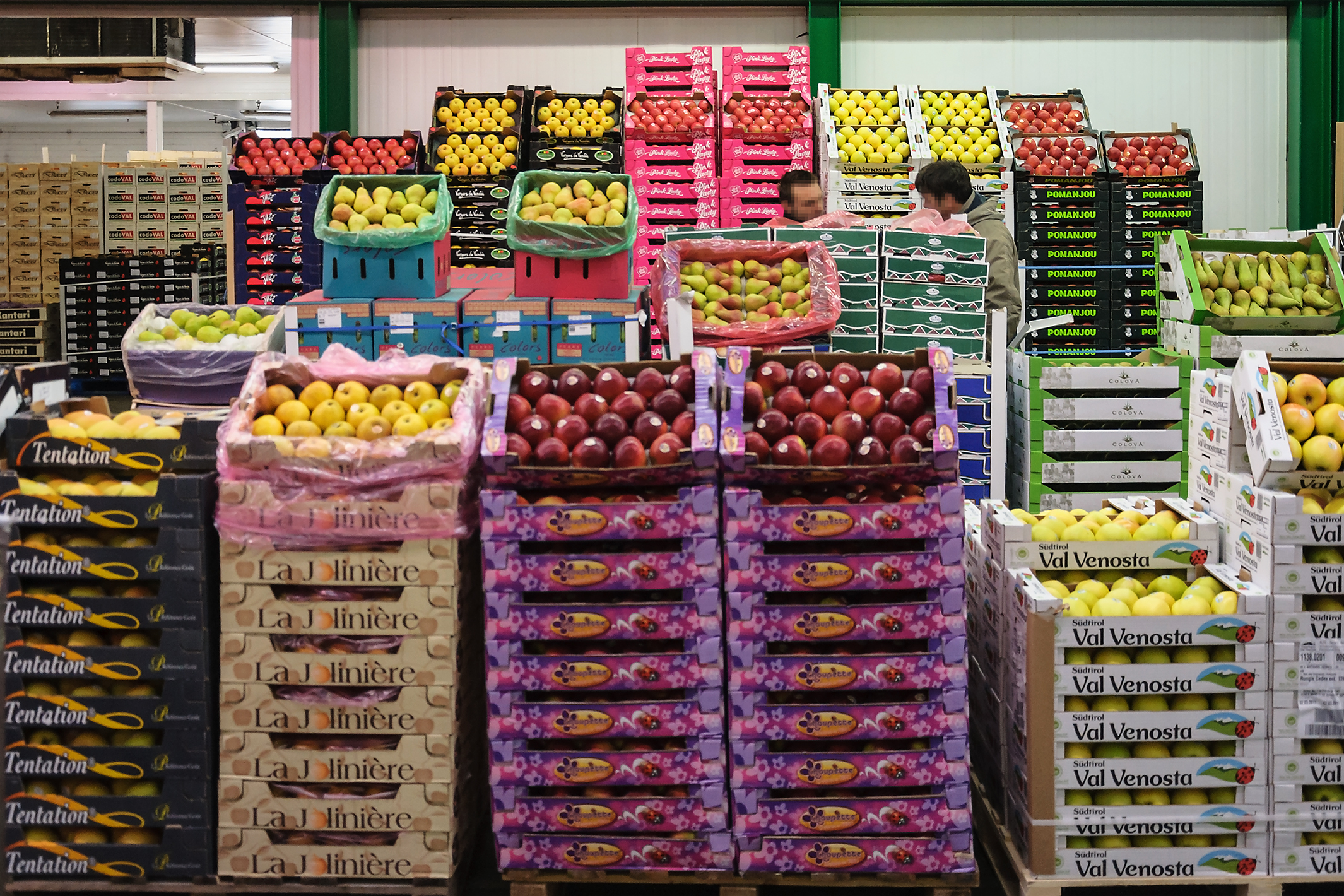
Etalage de pommes au marché international de Rungis.

La pomme peut se manger crue ou cuite, en dessert ou en accompagnement de mets salés, en compote, en tarte, en gâteau, en gelée, en confiture, en pâte de fruit, en sorbet ; on peut en faire du jus consommable frais, pasteurisé ou fermenté ou réduit à l'état de pâte. Selon le mode de consommation le plus adapté à la variété, on parle de « pomme de table » (ou « pomme à dessert » ou « pomme à couteau »), de « pomme à cuire » ou de « pomme à cidre ».
Le terme « pomme de consommation » désigne les fruits destinés à être vendus directement au consommateur ; « pomme d'industrie » désigne les fruits destinés à la filière de transformation agro-alimentaire.
La pomme est le premier fruit consommé en France (part de marché en 2010 : 22,6 %) devant l'orange (12,3 %) et la banane (12,2 %).
Pour la consommation, les pommes sont calibrées comme suit :
| calibre (mm)               | 60/65  | 65/70   | 70/75   | 75/80   | 80/85   | 85/90   |
| Poids moyen d'un fruit (g) | 75-108 | 108-142 | 142-176 | 176-209 | 209-243 | 243-276 |

## Utilisation

### Apports nutritifs
L'apport énergétique de la pomme (52 kilocalories/100 g, soit 85 kcal pour une pomme de taille moyenne) provient non pas de graisses, mais de fructose et de glucides assimilables lentement par l'organisme. Le profil nutritionnel de la pomme en fait un fruit tout à fait adapté aux sportifs. En effet, dans le cadre d'activités physiques, les composantes de la pomme agissent de façon bénéfique sur l'organisme et ce, avant, pendant et après l'effort.
C'est en vitamine C que la pomme est la mieux pourvue avec une moyenne de 10 mg aux 100 g, mais qui peut s'étager de 0,1 à 30 mg selon la variété : dans la partie externe de la pulpe et plus encore dans la peau, puisque celle-ci renferme quatre à cinq fois plus de cette vitamine que le reste du fruit. Mieux vaut donc croquer la pomme sans la peler, en ayant simplement pris soin cependant de la laver. Les pommes 'Ribston Pipping', 'Reinette d'Orléans', 'Reinette Ananas' ou 'Ontario' sont fortement pourvues en vitamine C (20 à 30 mg aux 100 g), alors que les Golden delicious, Red delicious ou la Granny Smith en renferment généralement moins (2 à 6 mg en moyenne).
Les autres vitamines contenues dans la pomme, B1, B2, PP, B5, B6, B9, provitamine A (β-carotène, 0,07 mg aux 100 g) et vitamine E (0,5 mg aux 100 g), contribuent également à faire de ce fruit un véritable abécédaire de la forme.
Le stockage de longue durée entraîne une baisse du taux de vitamine d'environ 15 % et la cuisson provoque une destruction vitaminique partielle, de l'ordre de 25 à 30 % pour une cuisson de la pomme au four.
La pomme contient également de la pectine (principalement dans ses pépins). Le gel formé par la pectine emprisonne les graisses, régulant ainsi le taux de cholestérol[Information douteuse].
Des chercheurs de l'université Cornell (É.-U.), dont l'étude est parue en juin 2000 dans la revue Nature, ont mis en évidence que le potentiel antioxydant contenu dans 100 grammes de pomme non pelée serait équivalent à 1,500 mg de vitamine C. Or ces composés antioxydants, combinés entre eux — quercétine, catéchine et épicatéchine, procyanidines de la famille des flavonoïdes, qui sont des polyphénols ou « tannins » — et ajoutés aux bienfaits de la vitamine C et de la pectine, réduisent de manière significative la croissance d'au moins deux types de cellules cancéreuses : celles du foie et du côlon.[source secondaire nécessaire]
En effet, les composés phytochimiques contenus dans la chair et plus encore dans la peau des pommes exercent un rôle protecteur sur les cellules de notre organisme vis-à-vis de la production de radicaux libres, processus néfaste impliqué dans la genèse des cancers.[source secondaire nécessaire]
Les pommes mûres contiennent du 2–méthylbutanoate d’éthyle (C7H14O2), ester de l’acide 2-méthylbutanoïque (en) et de l’alcool éthylique, avec une configuration des atomes différente de l’acétate d’isoamyle. Les esters sont produits par la dégradation des acides gras à longue chaîne lors du mûrissement des membranes cellulaires des fruits qui sont oxydées.
Les pommes acides ou peu mûres contiennent une forme particulière de pectine dite protopectine.
| Pomme crue non pelée[Laquelle ?] (valeur nutritive pour 100 g) |                          |                          |                              |
| eau : 85,56 g                                                  | cendres totales : 0,19 g | fibres : 2,4 g           | valeur énergétique : 52 kcal |
| protéines : 0,26 g                                             | lipides : 0,17 g         | glucides : 13,81 g       | sucres simples : 10,39 g     |
| oligo-éléments                                                 |                          |                          |                              |
| calcium : 6 mg                                                 | fer : 0,12 mg            | magnésium : 5 mg         | phosphore : 11 mg            |
| potassium : 107 mg                                             | cuivre : 0,027 mg        | sodium : 1 mg            | zinc : 0,04 mg               |
| vitamines                                                      |                          |                          |                              |
| vitamine C : 4,6 mg                                            | vitamine B1 : 0,017 mg   | vitamine B2 : 0,026 mg   | vitamine B3 : 0,091 mg       |
| vitamine B5 : 0,061 mg                                         | vitamine B6 : 0,041 mg   | vitamine B9 : 0 µg       | vitamine B12 : 0,00 µg       |
| vitamine A : 54 UI                                             | rétinol : 0 µg           | vitamine E : 0,18 µg     | vitamine K : 2,2 µg          |
| acides gras                                                    |                          |                          |                              |
| saturés : 0,028 g                                              | mono-insaturés : 0,007 g | poly-insaturés : 0,051 g | cholestérol : 0 mg           |
| acide organiques                                               |                          |                          |                              |
| acide acétique : 1,15 g                                        | acide malique : 0,31 g   | acide citrique : 0,035 g | acide oxalique : 0,008 g     |
| autres                                                         |                          |                          |                              |
| pectines : 0,51 g                                              | tannins : 0,03 g         | cellulose : 1,0 g        |                              |

Rappelons que ces chiffres peuvent varier fortement d'un cultivar à l'autre. Ainsi, une 'Ribston Pepping' peut contenir 30 mg/100 g de vitamines C alors qu'une 'Granny Smith' n'en contiendra pas plus que 4 mg/100 g.

### Médicament
Jadis, on utilisait les vertus thérapeutiques de la pomme qui entrait dans la confection d'onguents (ainsi le mot « pommade » vient-il du mot « pomme »).
Les pommes contiennent divers composés qui les protègent contre les virus, les bactéries et les moisissures. En mangeant des pommes, l'être humain tire profit de ces biomolécules, comme la quercétine, qui s'avère efficace sur le cerveau des rats.
Une étude transpose aux êtres humains les résultats obtenus avec les rats de laboratoire : la consommation quotidienne d'une pomme réduirait le risque de maladie d'Alzheimer et celle de Parkinson.
Une autre étude publiée dans la revue Thorax suggère aujourd’hui que les mères qui mangent régulièrement des pommes (4 par semaine) alors qu’elles sont enceintes ont moins de risques que les autres de mettre au monde un enfant asthmatique.
Des travaux ont également mis en évidence l’intérêt d'une consommation régulière de pomme pour la prévention du cancer, notamment sur l'action bénéfique des procyanidines de pomme,,,,.
Un vieux dicton anglais, ou américain, selon les sources dit, : An apple a day keeps the doctor away, traduit par « Une pomme chaque matin éloigne le médecin » ou « Une pomme par jour tient le docteur au loin » (« à condition de viser juste… », aiment à rappeler, avec humour, les Anglais). En version positive, la citation devient : « A good doctor and a bowl of apples keep away all evil », ce qui se traduit par « Un bon docteur et une corbeille de pommes tiennent à distance tout mal ».

### Toxicité
Les pépins contiennent de l'amygdaline et des glycosides cyanogènes. Les graines avalées mâchées ou entières en petites quantités sont inoffensives. Un seul cas d'empoisonnement fatal au cyanure a été reporté chez un adulte. Il a mâché et avalé une tasse de graines, extraites de plusieurs dizaines de kilos de fruits. Il peut se passer plusieurs heures avant que le poison fasse son effet, car les glycosides cyanogènes doivent être hydrolysés avant que l'ion cyanure soit libéré.

### Effet sur les dents
Bien que la pomme ait des effets positifs pour la santé, l'acidité des pommes ou de leur jus présente des risques pour les dents, en attaquant la dentine et l'émail dentaire. Certaines pommes contiennent l'équivalent de jusqu'à quatre cuillères à café de sucre, et leur mastication contribue à élever le taux d'acidité dans la bouche. Le phénomène est particulièrement marqué quand la pomme est mangée crue et lentement.
Se rincer la bouche ou boire de l'eau après avoir mangé une pomme ou bu du jus de pomme réduit les effets négatifs de cette acidité de la pomme lors de sa consommation,.

### Présence de produits de synthèse
Comme de nombreux fruits ou légumes issus de l'agriculture conventionnelle et intensive, la pomme peut contenir des résidus de pesticides de synthèse. Avec l'emploi de méthodes de protections naturelles, certaines applications de pesticides ont pu être réduites, mais généralement jusqu'à 30 applications phytosanitaires, de synthèse, minérales ou organiques, sont effectuées. D'autres molécules de synthèse sont également utilisés en post-récolte, comme le 1-méthylcyclopropène, inhibiteur de maturité appliqué en chambre froide.
La pomme est généralement moins affectée par les pesticides que d'autres fruits, tels le raisin ou la fraise. La législation de l'Union européenne impose, par exemple, un délai de rigueur entre le dernier traitement et la mise en marché pour favoriser une éventuelle dégradation des produits de traitement. Avant leur consommation, il est recommandé de bien laver les pommes qui ont reçu des traitements à base de produits de synthèse ; il est cependant plus raisonnable de peler ce type de pomme même si son épiderme est l'unique réservoir des précieux flavonols (glycosides de quercétine) et anthocyanes.
Dans le cas de l'agriculture biologique, les traitements sont réduits à ceux qui peuvent être acceptés par l'organisme certificateur, c'est-à-dire le cuivre, l'argile, les sulfites et le purin de prêle ; dans certaines régions, les traitements sont encore permis, à condition d'être raisonnés et d'utiliser des substances naturelles de synthèse : cire d'abeille pour lutter contre la tavelure et l'oïdium et bouillie bordelaise et bouillie d'argile pour lutter contre le mildiou et le chancre.

### Recettes à base de pommes

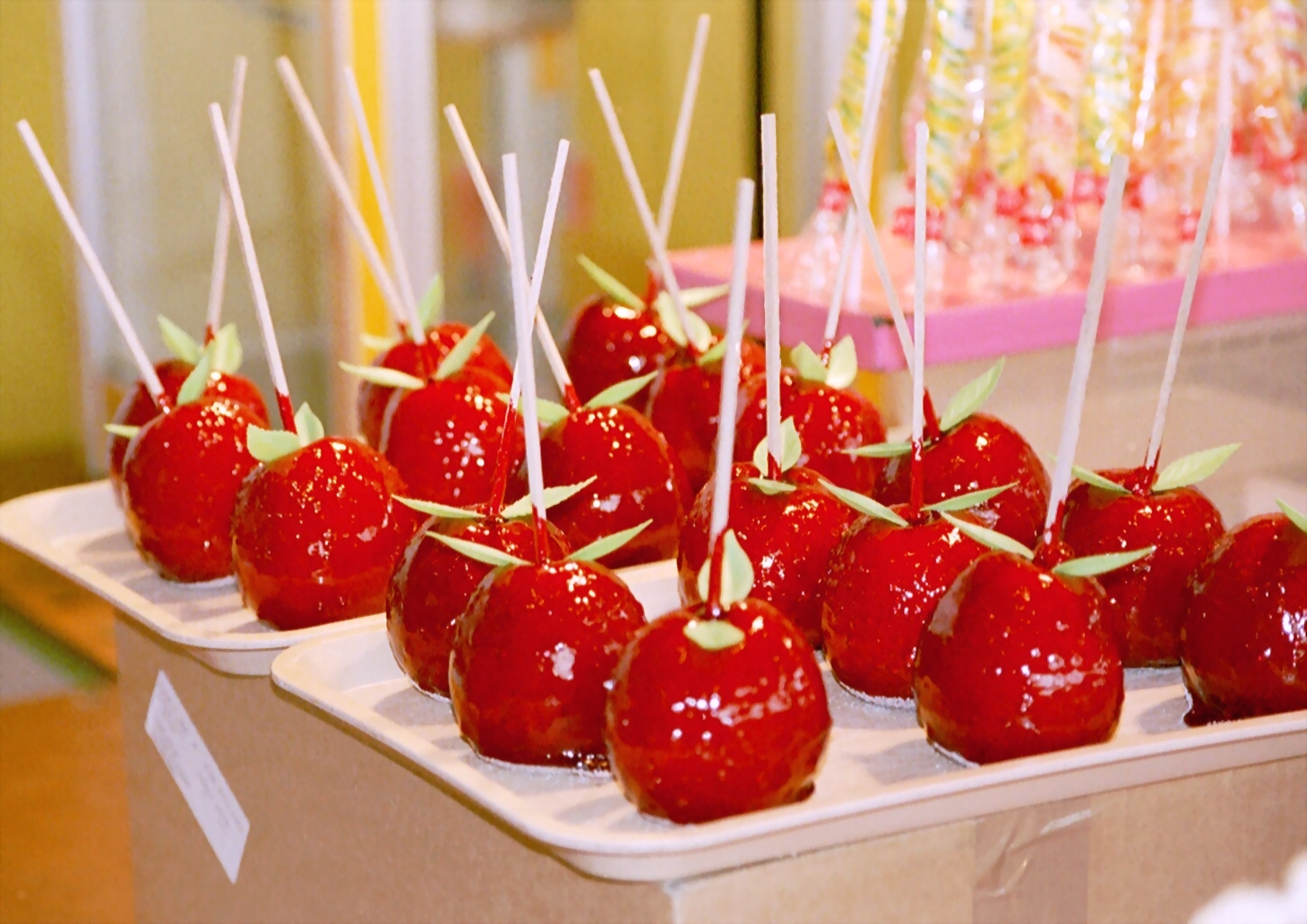
Des pommes d'amour sur un étal.

Les pommes cuites au four sont un accompagnement idéal et diététique pour toutes les viandes blanches et les boudins.
Les tartes, gâteaux et desserts :
- la compote de pommes ;
- la gâteau aux pommes ou aux pruneaux ;
- le strudel aux pommes ;
- la pomme bonne femme
- la pomme d'amour (au beurre, sucre, sirop de grenadine, etc.) ;
- la tarte aux pommes ;
- la tarte Tatin ;
- les beignets aux pommes ;
- le pommé, confiture de pommes cuite dans du cidre ;
- les chips de pomme ;
- le crumble aux pommes ;
- la croustade aux pommes ;
- le sirop de Liège, une sorte de mélasse ;
- le chausson aux pommes.

La pomme est également utilisée dans de nombreuses recettes de gibier, par exemple : l'estouffade de sanglier à la pomme, au cidre et au poivre kappad.

### Les boissons à base de pommes
Les principales boissons faites à base de jus de pomme sont :
- le jus de pomme frais ou pasteurisé ;
- le cidre, dont les régions productrices en France sont principalement la Normandie, la Bretagne et les Pays de la Loire ;
- le calvados, qui est une eau-de-vie obtenue par distillation du cidre dans un alambic ;
- le cidre de glace issu de la fermentation alcoolique (grâce au froid naturel) du jus de pomme ;
- le pommeau, dont le pommeau de Normandie : un apéritif à base de jus de pomme et de calvados ;
- le lambig, une eau-de-vie de cidre fabriquée en Bretagne ;
- le vinaigre de pomme au Japon ;
- la manzana est une liqueur de pomme verte, originaire du Pays basque espagnol ;
- le « vin cuit », liquide visqueux brun foncé élaboré à base de jus de pommes et de poires pour la confection de desserts en Suisse romande, également appelée « raisinée » dans le canton de Vaud.

## Symbolique
La pomme a une connotation érotique et sexuelle chez Rabelais ou Voltaire : on retrouve cette connotation dans les fruits à double sens actuels, comme la pomme d'api, la pomme d'amour ou pomme de discorde. Elle est aussi un symbole de connaissance, comme dans l'expression « À chaque pomme son pépin ».
Dans le calendrier républicain ou révolutionnaire français, le 1er brumaire — premier jour du mois de brumaire, équivalant généralement au 22 octobre du calendrier grégorien — est le jour de la pomme. 
Pomme est aussi un prénom révolutionnaire. Après la Révolution, il n’est plus utilisé jusqu’en 1979, année durant laquelle il est donné à cinq filles. Il est attribué depuis trois à sept fois par an, et se fête autour du 22 octobre.

### Symbolique antique

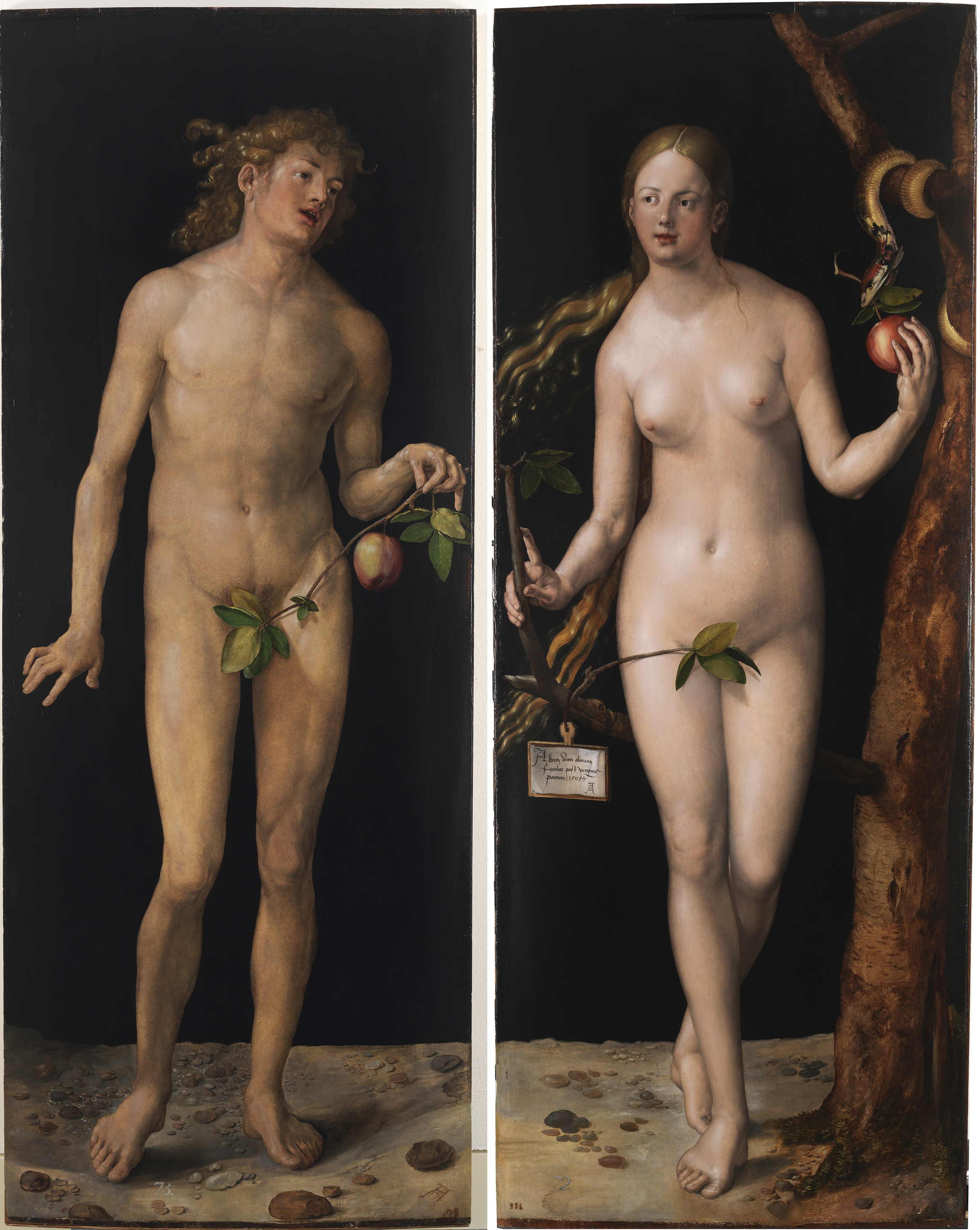
Adam et Ève par Albrecht Dürer, musée du Prado.

Dans la Bible, plus précisément dans le Livre de la Genèse, c'est après avoir croqué le fruit défendu, identifié à une pomme par le christianisme (tandis que le judaïsme évoque plutôt une figue), qu'Adam et Ève furent chassés du paradis. Le choix de la pomme pour symboliser ce fruit est lié au mot latin malus, qui désigne le pommier mais aussi le mal. Dans la tradition populaire, la pomme représente aussi bien l'acte sexuel (« croquer la pomme ») que la connaissance interdite.

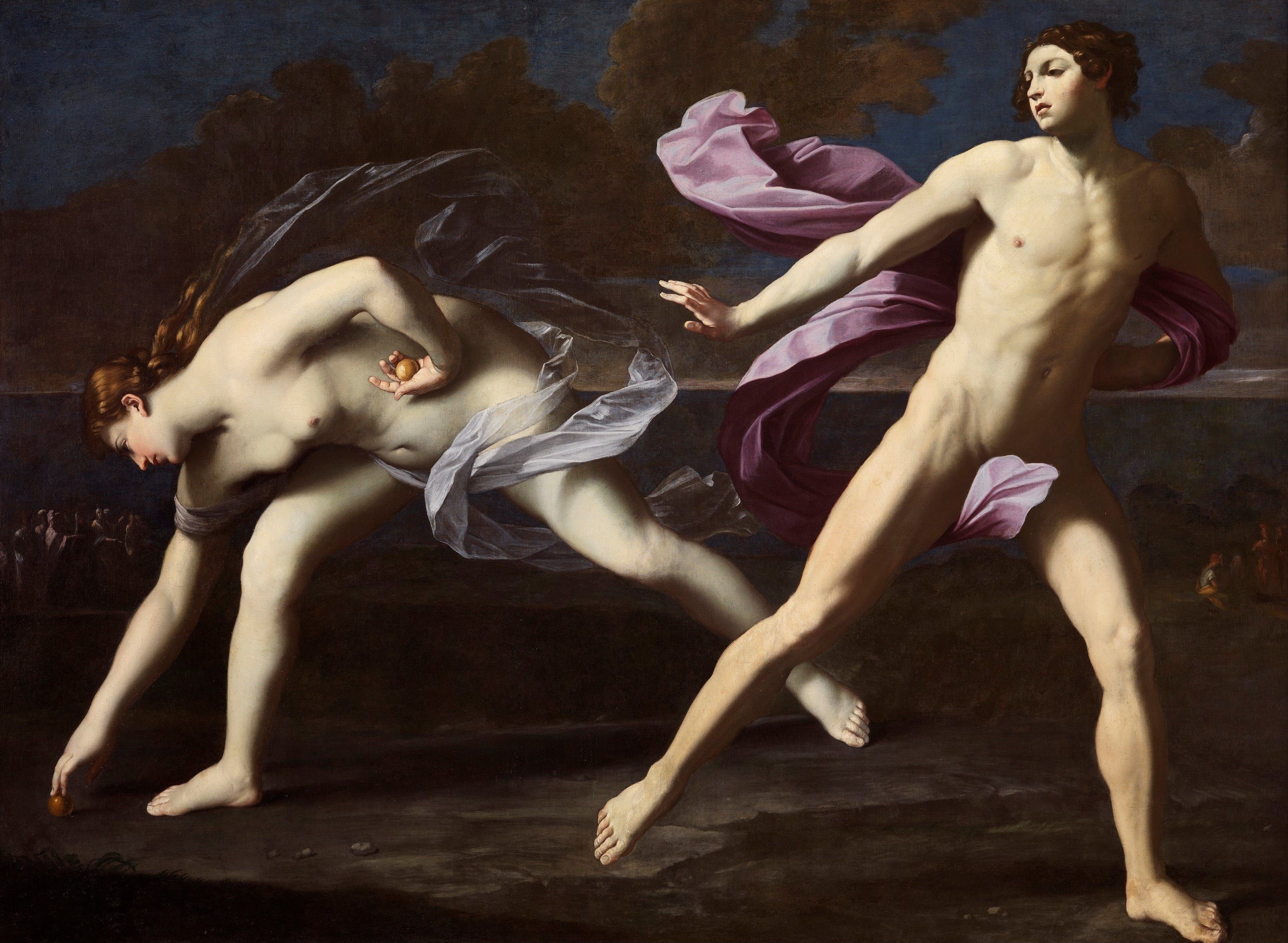
Atalante et Hippomène par Guido Reni, musée de Capodimonte.

Dans la mythologie gréco-romaine la pomme est considérée comme un cadeau amoureux au même titre que la rose par exemple ; on en trouve de nombreuses occurrences dans la poésie érotique, par exemple chez Théocrite. Selon la mythologie grecque, Dionysos l’aurait créée pour l’offrir à Aphrodite, sa maîtresse. Pour cette raison, la pomme devint le symbole de la déesse de l'amour. Les érotes, compagnons d'Aphrodite, sont également associés à la pomme. À part cela la pomme (souvent en or) apparaît à plusieurs reprises, notamment dans :
- la course entre Atalante et Hippomène : ce dernier laissa choir dans sa course des pommes d'or qui lui permirent de battre sa rivale ;
- la cueillette des pommes d'or du jardin des Hespérides, est le onzième des travaux d'Héraclès ;
- la « pomme de discorde » lancée par Éris, et qui entraîna indirectement la guerre de Troie (via le jugement de Pâris). Cet événement funeste est lui-même à l'origine du départ d'Énée et de la fondation de Rome.

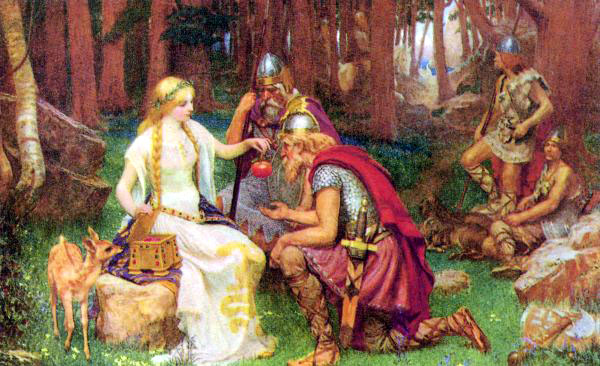
Idunn et ses pommes par James Doyle Penrose.

Dans la mythologie nordique, la déesse Idunn est la gardienne de pommes de jouvence, qui confèrent l'immortalité aux dieux. Un mythe célèbre raconte que le géant Thjazi se métamorphosa en aigle et déroba Idunn et ses pommes, contraignant les dieux vieillissants de la récupérer puis d'abattre le géant. Ceci a été comparé à un mythe irlandais, la Oidheadh Chloinne Tuireann, où trois frères métamorphosés en faucons volent des pommes magiques d'un jardin, des pommes qui sont inépuisables et ont le pouvoir de guérir les blessures.
La pomme peut aussi être une référence érotique : sa forme sphérique rappelle la poitrine féminine, tandis que son cœur coupé en deux est censé rappeler la vulve. Au Portugal, ce fruit est considéré comme aphrodisiaque.
La forme sphérique de la pomme faisait aussi d’elle un symbole cosmique. C’est pourquoi les empereurs et les rois étaient représentés tenant à la main, à côté de leur sceptre, un globe impérial en forme de pomme, qui est censé symboliser le monde. Sur une pièce de monnaie antique, le globe impérial est couronné par un portrait de la déesse grecque de la Victoire, Niké. Elle est donc aussi un symbole de victoire. Némésis, la déesse des bosquets sacrés, qui apparaît aussi comme le symbole de la vengeance des dieux contre la fierté des rois, porte une branche de pommier garnie de pommes. C’est ce qu’elle offre aux héros.

### Dans les arts plastiques
- Les pommes sont des fruits récurrents dans les natures mortes du peintre Paul Cézanne pour qui elles sont un symbole d'amitié. Nature morte aux pommes du musée de l'Ermitage de Saint-Pétersbourg et Nature morte aux pommes et aux oranges du musée d'Orsay à Paris en sont quelques exemples.
- Dans un de ses tableaux, l'artiste Magritte emploie une pomme pour appuyer son travail sur les mots et leurs représentations. La toile se nomme Ceci n'est pas une pomme, et se trouve actuellement dans le musée René Magritte, à Bruxelles.
- La pomme qui est au centre de la sérigraphie Allo Apple[50] réalisée par le peintre Herman Braun-Vega pour l'affiche du SICOB de 1974 est interprétée par le critique d'art Jean-Jacques Lévêque comme le symbole de la discorde entre le créateur et sa création au sens informatique comme au sens biblique[51].
- La Quatrième Pomme est une œuvre de l'artiste français Franck Scurti située à Paris, en France. Il s'agit d'une sculpture représentant une pomme, créée en 2011, en hommage à la théorie des quatre pommes du philosophe Charles Fourier.

### Autres apparitions du fruit
- Le logo de Apple Corps Ltd., la maison de disques du groupe anglais The Beatles, est une pomme Granny Smith.
- La société Apple donna le nom d'une variété de pomme à une gamme de produits (Macintosh). La firme aurait choisi ce symbole car durant leurs jeunes années les fondateurs étaient souvent en manque d'argent et mangeaient régulièrement des pommes (qui ont l'intérêt d'être nourrissantes). Certains pensent aussi que c'est en hommage à Alan Turing, ou en référence à la pomme d'Isaac Newton (d'ailleurs, le logo initial de la firme représentait la pomme, l'arbre et Newton en train de dormir dessous). Pendant de nombreuses années, lors des expositions Apple, des pommes Granny Smith étaient gratuitement mises à disposition des visiteurs[réf. nécessaire].
- Sur un ordinateur Macintosh, la touche pomme était la touche modificatrice équivalente à la touche Windows (remplacée depuis la version 10.5 du système par le signe « cmd »). Sur les systèmes d'Apple, le symbole « pomme » s'obtient avec la combinaison touche Alt+&, mais celui-ci n'utilise pas un caractère réservé dans l'Unicode et ne sera donc pas nécessairement représenté sous la forme d'une pomme partout.
- Blanche-Neige a été empoisonnée par une pomme.
- On pense qu'Alan Turing est mort après avoir ingéré une pomme imbibée de cyanure. La pomme retrouvée croquée n'ayant jamais été analysée, il est impossible d'être certain qu'elle soit bien la cause de l'empoisonnement, tout comme il est impossible de dire si cet empoisonnement était intentionnel ou accidentel.
- La pomme est un symbole de l'éducation et le fruit des écoliers. Elle apparaît sur le logo du ministère de l'Éducation nationale de 2000 à 2014.[réf. nécessaire]
- Guillaume Tell a été obligé par le bailli Hermann Gessler de tirer un carreau d'arbalète dans une pomme posée sur la tête de son fils.
- L'expression tomber dans les pommes est sujette à controverse. Apparue en 1889, on la pensait venir d'une déformation de tomber dans les pâmes (pâmer ou pasmer signifiant s'évanouir) mais cette explication fut abandonnée n'étant en réalité qu'un jeu de mots. Les littéraires s'accordent à dire que l'expression viendrait d'une lettre de George Sand envoyée à madame Dupin où elle stipule « être dans les pommes cuites » pour signifier son état de fatigue extrême[52].
- L'expression c'est pour ma pomme signifie c'est pour moi, ça va être mon tour. Cette expression marque souvent une forme de déception.
- Dans le langage populaire, le mot « pomme » s'utilise pour désigner un visage rond… comme une pomme : « il a une bonne pomme ». Il s'utilise aussi par extension pour désigner une personne serviable et un peu naïve : « c'est une bonne pomme ».
- Au Québec, on dit « chanter la pomme » pour conter fleurette ou faire du gringue. On dit aussi « se sucer la pomme » pour s'embrasser ou se bécoter[53].
- Le pommier fut aussi un des symboles de la campagne de Jacques Chirac en 1995 pour son élection à la présidence de la République française. La pomme représentait avec le pommier, les fruits de la France. L'émission satirique Les Guignols de l'info avait d'ailleurs modifié son slogan de campagne en « Mangez des pommes » : sa famille est originaire de la Corrèze, région grande productrice de pommes.
- Aux États-Unis, la pomme est le cadeau traditionnel que l’on offre aux enseignants. Elle est devenue par extension le symbole de la profession.
- L'île d'Avalon dans le cycle arthurien était réputée pour ses pommiers et partage probablement une étymologie commune avec le nom celtique pour le fruit.
- La légende dit que ce serait en étant réveillé par la chute d'une pomme sur sa tête qu'Isaac Newton aurait compris les lois de l'attraction universelle. Il semble en réalité que ce soit en observant la chute d'une pomme que Newton ait réalisé que ce devaient être les mêmes lois qui gouvernaient la trajectoire de la pomme en chute libre et de la Lune autour de la Terre[réf. nécessaire]. Un calcul relativement simple permet alors de déduire la forme probable des lois de l'attraction universelle[54]. De ce fait, nombre d'ouvrages sur le sujet ou à propos de relativité générale ont leur couverture illustrée par une pomme. L'ouvrage General Relativity de Robert M. Wald, par exemple, est illustré d'un tableau de Magritte intitulé Les Belles Réalités (1964)[55]. Le thème de la chute de la pomme a été repris d'un point de vue humoristique par Gotlib[56] dans Rubrique-à-brac et multiplié à l'envi et sous divers habits (chute d'un pélican, d'une pierre, de Newton sur une pomme…).
- À partir d'une pomme et de deux électrodes, une en cuivre, et une en aluminium, il est possible de fabriquer une pile, permettant d'alimenter une petite ampoule en courant électrique.
- Une grande partie de l'action du sixième roman de John Irving, L'Œuvre de Dieu, la Part du Diable (The Cider House Rules, 1985), se déroule dans la cidrerie Worthington d'Ocean View où Mr Rose, le chef des ramasseurs de pommes, fait régner ses propres règles.

## Musées et foires
- La Société pomologique du Berry organise chaque année, depuis plus de trente ans, le dernier week-end d'octobre, les Journées de la Pomme, à Neuvy-Saint-Sépulchre[57]
- L'écomusée de la pomme du Calvados[58]
- L'écomusée de la pomme et du cidre de Bretteville-du-Grand-Caux[59]
- Les « pommades », en novembre, à Savigny-le-Temple (Seine-et-Marne)[60]
- La maison de la pomme, à Sainte-Opportune-la-Mare (Eure)
- La maison de la Pomme d'Or, à Lanouaille (Dordogne)[61]
- Une importante Foire de la Pomme se tient chaque année le troisième week-end d'octobre à Vimoutiers en Pays d'Auge
- Fête de la pomme, du cidre et du fromage, à Évreux[62]
- Foire aux pommes annuelle, à Secondigny[63]
- Fête du pommé à Joué-l'Abbé (Sarthe), depuis onze ans, le village célèbre chaque année à l'automne la pomme et son nectar le Pommé. Cette recette très ancienne consiste à faire réduire jus de pomme et pommes pendant 24 heures dans une marmite en cuivre pour obtenir le Pommé, sorte de pâte de fruit légèrement caramélisée[64].
- Foire aux pommes annuelle (2e dimanche d'octobre) à Le Vernet (03-Auvergne) organisé par le Verger Conservatoire du Vernet.
- Fête du pommé dans quelques communes d'Ille-et-Vilaine, dans la vallée du Couesnon et des Marches de Bretagne : Bazouges-la-Pérouse (3e dimanche d'octobre), Tremblay (dernier week-end de novembre) et Chauvigné (en décembre)[65],[N 2].